# Irina Armstrong
Irina Armstrong (Vologda, 6 december 1970) (geboren als Irina Loginova (Russisch: Ирина Логинова)) is een in Rusland geboren Duitse dartster. Ze heeft de bijnaam Ice Baby. In 2013 is ze een van de topdames darts in het BDO-circuit.

## Carrière
Armstrongs eerste sport was bowlen. Toen Armstrong zwanger was ging zij darten. Vanaf dat moment heeft zij zich opgewerkt tot een van de beste dames. Ze won haar single en koppeltoernooien in de Belgium Open en Finnish Open-toernooien. Haar grootste prestatie was op de WDF World Cup 2007 in Rosmalen, waar ze de koppels won met haar koppelpartner Anastasia Dobromyslova.
In 2008 won ze de French Open, Dortmund Open, German Gold Cup, Open Holland en de Primus Masters. Ze verloor de finale van het England Open, Swiss Open en de Danish Open, waardoor ze opklom in de WDF-damesranglijst naar de derde plaats.
Ondanks haar succes in 2008, werd Armstrong over het hoofd gezien voor plaatsing op het Zuiderduin Masters BDO toernooi van 2008. Toen er plots een plekje vrijkwam, omdat Anastasia zich moest terugtrekken vanwege problemen met haar visum, werd de vrije plaats niet aan Armstrong gegeven maar aan Lisa Ashton. Ze kreeg ook geen wildcard, want die werd gegeven aan de Duitse Monique Lessmeister, die op dat moment zesenzestig plaatsen onder haar stond in de rankings. Armstrong heeft echter geen protest ingediend.
Armstrong behield haar goede vorm in 2009 en kwalificeerde zich voor Lakeside door toernooiwinst van het England Open. Armstrong maakte de teleurstelling van 2008 goed door ervoor te zorgen dat zij zich zeker plaatste voor de Zuiderduin Masters van 2009. Armstrong deed mee aan de eerste editie van de PDC Women's World Darts Championship 2010, waar zij in de eerste ronde verloor van Deta Hedman met 0-4. Ook verloor Armstrong de finale om de WDF World Cup 2013 van Deta Hedman met 5-7.
Sinds 2013 komt Armstrong uit voor Duitsland, terwijl zij voor die tijd uitkwam voor Rusland.

## Persoonlijk leven
Armstrong is getrouwd, heeft twee kinderen (een zoon en een dochter) en woont in Gangelt, Duitsland.

## Prestaties
2013
- Kwartfinale Mariflex Open
- Kwartfinale Isle of Man
- Laatste 16 Dutch Open
- 2e plaats WDF-wereldkampioenschap

2012
- Laatste 6  (groep) Zuiderduin Masters
- Kwartfinale Sunparks Masters
- Laatste 16 WDF Europe Cup
- 1e plaats Tops of Ghent
- laatste 128 World Masters
- 3e plaats Open Antwerpen
- Kwartfinale Open Zweden
- Kwartfinale Open België
- Laatste 16 British Classic
- 3e plaats Open Engeland
- Kwartfinale BDO Internationaal Open
- Kwartfinale Wales Open
- Kwartfinale Open Duitsland
- Kwartfinale Wales Masters
- 1e plaats Mariflex Open
- Kwartfinale Isle of Man
- 2e plaats Open Schotland
- Kwartfinale Dutch Open

2011
- Laatste 6 (groep) Zuiderduin Masters
- 1e plaats Sunparks Masters
- 1e plaats Open Tsjechië
- 1e plaats Tops of Ghent
- Laatste 16 World Masters
- Laatste 16 Open Lunteren
- 1e plaats Open Zweden
- 1e plaats Open Schotland
- 3e plaats Dutch Open
- 3e plaats WDF-wereldkampioenschap

2010
- Debuut Lakeside
- 2e plaats Open Duitsland
- 1e plaats Open Noord-Holland
- 2e plaats Mariflex Open
- 3e plaats Open Antwerpen
- 1e plaats Open Zwitserland
- 3e plaats Zuiderduin Masters
- Laatste 16 World Masters
- Laatste 32 PDC-wereldkampioenschap
- 3e plaats WDF-wereldkampioenschap
- 2e plaats Open België
- 2e plaats Open Zweden
- 3e plaats Wales Masters
- 3e plaats British Open

2009
- 1e plaats Duitse Gold Cup
- 3e plaats Open Schotland
- 1e plaats Open Schotland (Koppels) met Francis Hoenselaar
- 3e plaats Isle of Man Open
- 1e plaats Isle of Man Open (gemengd koppel)
- 3e plaats Open Wales
- 2e plaats Open Antwerpen
- 2e plaats Open Zwitserland
- 2e plaats BDO Internationaal Open
- 2e plaats BDO Internationaal Open (gemengd koppel)
- 1e plaats Open Engeland
- 2e plaats Open Engeland (koppels) met Julie Gore
- 1e plaats Open Hemeco
- 1e plaats Open Lunteren
- 1e plaats Open Rosmalen
- 1e plaats Open Vlaanderen
- 3e plaats Tops of Holland
- 1e plaats Open Tsjechië
- 3e plaats Zuiderduin Masters (debuut)

2008
- 1e plaats Duitse Gold Cup
- 1e plaats Dutch Open (koppels)
- 1e plaats Open Dortmund
- 1e plaats Dutch Pentathlon
- 1e plaats Open Zercom
- 1e plaats Isle of Man (koppels)
- 2e plaats Open Engeland
- 1e plaats Open Duitsland (koppels)
- 1e plaats Open Holland
- 2e plaats Open Zwitserland
- 2e plaats Open Denemarken
- 1e plaats Open Frankrijk
- 1e plaats Primus Masters
- 2e plaats Open Tsjechië
- 1e plaats Open Vlaanderen
- Kwartfinale Open Noord Ierland
- 2e plaats op de WDF ranking

2007
- 3e plaats Dutch Open
- 3e plaats Open Dortmund
- 1e plaats Open Finland
- 1e plaats Open Finland (koppels)
- 3e plaats Open Duitsland
- 1e plaats Open Duitsland (koppels)
- Beste dame Dutch Pentathlon
- Kwartfinale British Pentathlon en RBD-kampioen
- 2e plaats Open Zwitserland
- 1e plaats WDF World Cup (koppels) met Anastasia Dobromyslova
- 2e plaats overall WDF World Cup, met haar Russische damesteam

2006
- 2e plaats Dutch Open (koppels)
- 1e plaats Open België
- 1e plaats Open België (koppels)
- Debuut op Internationaal niveau
- Debuut op de Lakeside Playoffs
- Debuut op de Winmau Masters
- 1e plaats Open Roermond

2005
- 1e plaats Open Starlight

2004
- 1e plaats Chris de Roo
- 2e plaats Chris de Roo (koppels)
- 2e plaats Open België (koppels)
- 3e plaats Open Duitsland
- 2e plaats Open Oost-Nederland (koppels)
- 1e plaats Open Starlight

2003
- 2e plaats Open Brabant

2002
- 1e plaats Open Brabant
- 3e plaats Open Den Haag
- 2e plaats Open Stedendriehoek

## Resultaten op wereldkampioenschappen

### BDO
- 2010: Kwartfinale (verloren van Deta Hedman met 0-2)
- 2011: Halve finale (verloren van Trina Gulliver met 0-2)
- 2013: Kwartfinale (verloren van Sharon Prins met 1-2)
- 2014: Kwartfinale (verloren van Deta Hedman met 0-2)
- 2015: Laatste 16 (verloren van Anastasia Dobromyslova met 0-2)

### WDF

#### World Championship
- 2024: Laatste 16 (verloren van Sophie McKinlay met 1-2)

#### World Cup
- 2007: Laatste 64 (verloren van Kim Whaley-Hits met 1-4)
- 2009: Laatste 16 (verloren van Carina Ekberg met 3-4)
- 2013: Runner-up (verloren van Deta Hedman met 5-7)
- 2015: Laatste 16 (verloren van Lisa Ashton met 0-4)
- 2017: Laatste 32 (verloren van Janine Cassar met 3-4)
- 2019: Laatste 64 (verloren van Stacey Pace met 1-4)
- 2023: Laatste 128 (verloren van Vicky Pruim met 2-4)

### PDC
- 2010: Laatste 32 (verloren van Deta Hedman met 0-4)